# Caligula thibeta
Caligula thibeta är en fjärilsart som beskrevs av John Obadiah Westwood. Caligula thibeta ingår i släktet Caligula och familjen påfågelsspinnare. Inga underarter finns listade i Catalogue of Life.